# Carlos Portas
Carlos Alberto Martins Portas GCIH é um agrónomo, professor, político e empresário agrícola português.

## Família
Filho do engenheiro Leopoldo Barreiro Portas, de ascendência Galega, e de sua mulher Umbelina do Carmo das Neves Martins. É irmão do arquitecto Nuno Portas e, consequentemente tio paterno dos políticos Paulo Portas (líder do CDS-PP) e, de Miguel Portas (falecido em 2012 vítima de cancro; foi deputado pelo Bloco de Esquerda).

## Biografia
Licenciado, doutorado, professor catedrático e presidente do Instituto Superior de Agronomia da Universidade Técnica de Lisboa entre 1958 e 1959, tem obra publicada, entre a qual Acerca do sistema radical de algumas culturas hortícolas.
Foi secretário de estado da Estruturação Agrária, presidente da Assembleia Municipal do Alandroal e consultor para o Desenvolvimento Rural na assessoria para os Assuntos Económicos e Sociais da Casa Civil do Presidente da República Jorge Sampaio, que o agraciou com a Grã-Cruz da Ordem do Infante D. Henrique a 2 de Março de 2006.
Fundador, Sócio n.º 1, e 1.º Presidente, Horticólogo de Honra (1985) e Sócio Honorário (1990) da Associação Portuguesa de Horticultura, sendo o congressista com maior número de presenças nos Congressos Internacionais de Horticultura, bem como Membro da ISHS, do qual é membro honorário desde 2006.
É, também, um dos fundadores do Instituto de Tecnologia Química e Biológica.
Tem doutoramento Honoris Causa pela Universidade Nova de Lisboa (1996).
É agricultor cerealífero.

## Casamento e descendência
Casou com Maria do Carmo Gonçalves Pereira, de quem tem duas filhas e um filho: 
- Maria da Conceição Pereira Portas, casada com António Manuel Duarte Dias da Silva
- Mariana Isabel Pereira Portas, casada com Edmund Christian de Freitas
- José Luís Pereira Portas, solteiro e sem geração